# ۱۶۲۳ (میلادی)
۱۶۲۳ (میلادی) هزار و ششصد و بیست و سومین سال تقویم میلادی است.

## رویدادها
- فتح بغداد (۱۶۲۳) توسط شاه عباس یکم.

## درگذشتگان
- ۱۵ ژانویه – پائولو سارپی، تاریخ‌نگار و فیلسوف ایتالیایی (ز. ۱۵۵۲)
- ۱۱ نوامبر – فیلیپ دو مورنه، نویسنده و الهی‌دان فرانسوی (ز. ۱۵۴۹)